# Site patrimonial du Mont-Royal

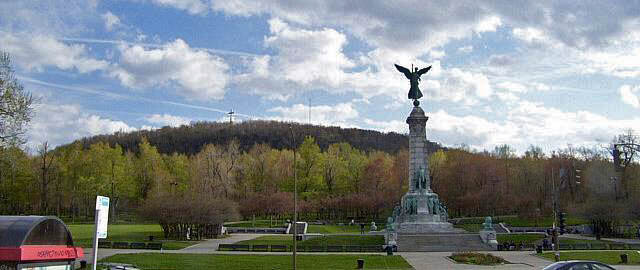
Le mont Royal vu du monument à George-Étienne Cartier.

Le site patrimonial du Mont-Royal, anciennement l'arrondissement historique et naturel du Mont-Royal est un secteur urbain de Montréal comprenant les trois sommets du mont Royal ainsi qu'une partie de ses flancs. Il comprend en son centre l'un des plus importants espaces verts de Montréal, soit le parc du Mont-Royal, bordé au nord par les nécropoles des cimetières du Mont-Royal et Notre-Dame-des-Neiges. Il est aussi bordée par de nombreuses institutions, comme les universités McGill et de Montréal, les hôpitaux Royal Victoria et général de Montréal et l'oratoire Saint-Joseph du Mont-Royal.
Cet espace de 750 ha a été déclaré site patrimonial par le gouvernement du Québec en 2005.